# Juan Galindo (község)
Juan Galindo község Mexikó Puebla államának északi részén. 2010-ben lakossága kb. 10 200 fő volt, ebből mintegy 8200-an laktak a községközpontban, Nuevo Necaxában, a többi 2000 lakos a község területén található 9 kisebb településen élt. Nevét Juan Galindóról kapta, aki 1866. szeptember 13-án a tecacalangói csatában legyőzte a betörő francia csapatokat.

## Fekvése
A kis területű község Puebla állam északi részén, a Necaxa folyó völgyében helyezkedik el. Nyugati felében duzzasztották fel a Necaxa-víztározót, ez 1300 méterrel fekszik a tenger szintje fölött, de a keleti irányban tovább folyó Necaxa völgye már 500 méterrel mélyebb. A községközpont a víztározó déli partján épült fel. A környező hegycsúcsok között néhány az 1700 m-es magasságot is meghaladja. A hegyeket főként erdők és legelők borítják (ezek a község teljes területének 29 és 22%-át teszik ki), a völgy nagy részét a mezőgazdaság hasznosítja.

## Népesség
A község lakóinak száma a közelmúltban igen gyorsan növekedett, a változásokat szemlélteti az alábbi táblázat:
| Év   | Lakosság |
| ---- | -------- |
| 1990 | 6709     |
| 1995 | 8513     |
| 2000 | 9301     |
| 2005 | 9616     |
| 2010 | 10 213   |

## Települései
A községben 2010-ben 10 lakott helyet tartottak nyilván:
| Település                    | Lakosság (2010) |
| ---------------------------- | --------------- |
| Nuevo Necaxa (községközpont) | 8203            |
| Necaxaltépetl                | 884             |
| Cuautlita (El Gamito)        | 718             |
| Colonia Azteca               | 205             |
| Loma Bonita                  | 66              |
| El Salto                     | 46              |
| Nezoaya                      | 34              |
| Salto Chico                  | 25              |
| La Tranca (Cruztitla)        | 18              |
| Dos Caminos                  | 14              |